# Сегежа (річка, впадає у Вигозеро)
Сегежа — річка в Росії, протікає по території Сегезького району Карелії.

## Загальні відомості
Довжина річки — 59 км, площа її водозбірного басейну — 9140 км². Витікає з озера Сегозеро, впадає в Вигозеро у місті Сегежа. Судноплавна в нижній течії. В гідрографічну мережу річки входить кілька озер, серед яких найбільш великі — Норусламбі, Бабине, Ригозеро, Сюрезьке, Ліндозеро.

## Гідрологія
За даними спостережень з 1955 по 1988 роки середньорічний витрата води в районі селища Попів Поріг (56 км від гирла) становить 73,67 м³/с, мінімальний припадає на лютий, максимальний — на вересень.

## Дані водного реєстру
За даними державного водного реєстру Росії і геоінформаційної системи водогосподарського районування території РФ, підготовленої Федеральним агентством водних ресурсів:
- Басейновий округ — Баренцево-Біломорський
- Річковий басейн — басейни річок Кольського півострова і Карелії, що впадають в Біле море
- Водогосподарська ділянка — басейн озера Вигозеро до Вигозерського гідровузла, без річки Сегежі до Сегозерського гідровузла

## Основні притоки
(відстань від гирла)
- 31 км: річка Войвонець (права)
- 48 км: річка Кягма (права)
- 51 км: річка Вожема (права)

## Галерея

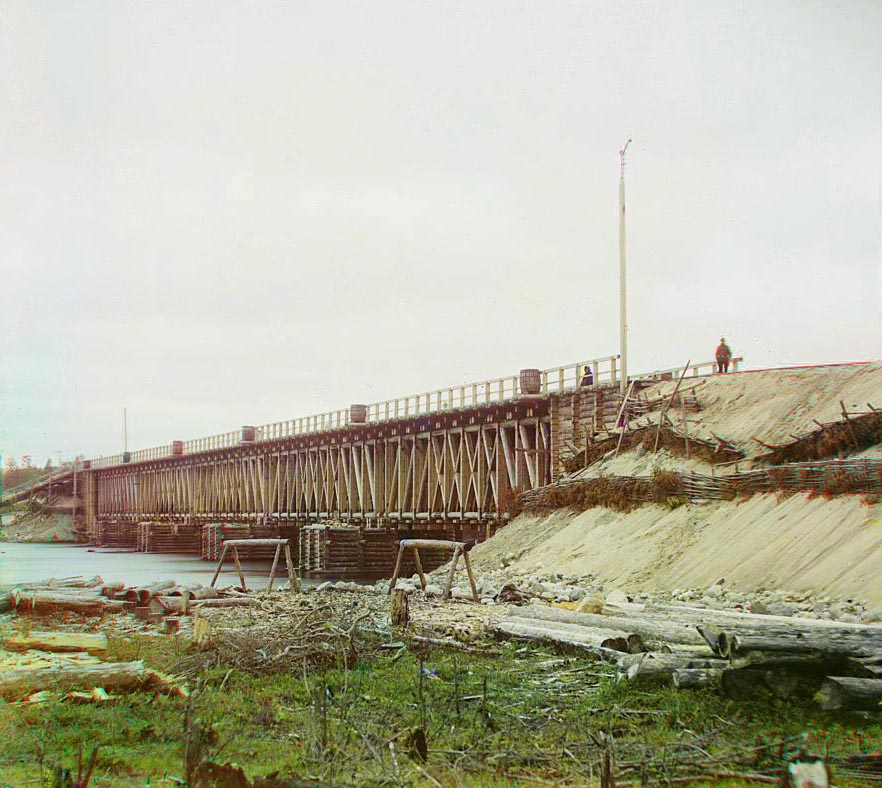
Залізничний міст через річку Сегежа
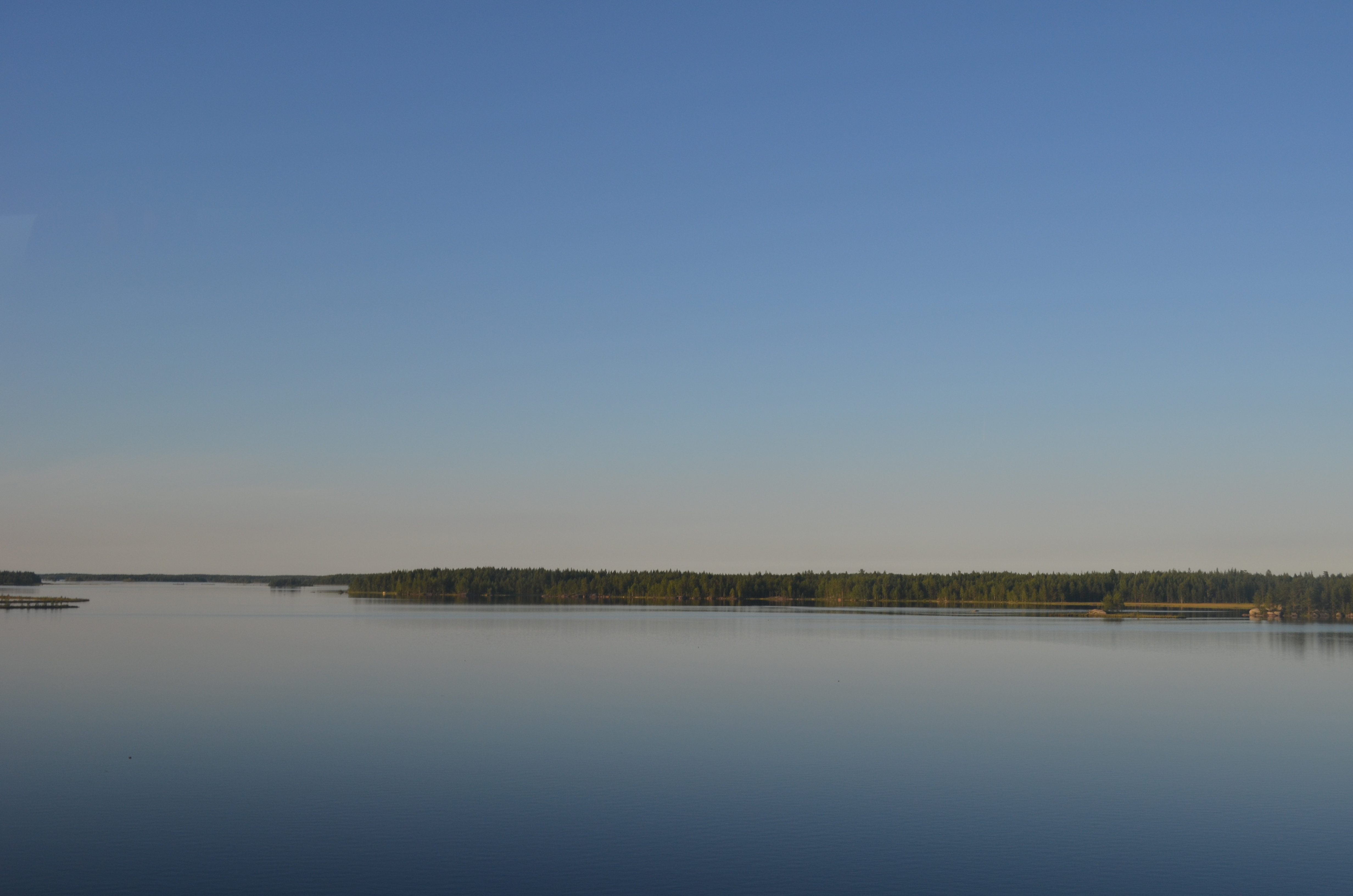
Річка Сегежа (Ліндозеро)